# Volkswagen TDI
Volkswagen TDI — серия дизельных двигателей внутреннего сгорания с турбонаддувом немецкого автоконцерна Volkswagen, находящихся в производстве с 1989 года. Устанавливаются на автомобили Volkswagen, Audi, Seat и Skoda. Также двигатели устанавливались на Ford Galaxy, Volvo 850, Mitsubishi Grandis, Mitsubishi Lancer и Chrysler Sebring.
Двигатели не имеют форкамер, а свечи накаливания расположены в камере сгорания, расположенной внизу поршня. Площадь поверхности камеры сгорания меньше, чем у двигателей с форкамерой. Это снижает тепловые потери, что повышает коэффициент полезного действия. Расход топлива автомобилей понижен.

## Первое поколение (1989—1998)
Первое поколение двигателей Volkswagen TDI устанавливалось на автомобили Fiat Croma и Audi 100. Базовой моделью стала бензиновая Volkswagen EA827. С 1993 года двигатель устанавливался на Volkswagen Golf III, а с 1996 года — на Audi A4 (B5).

## Второе поколение (1998—настоящее время)
Первым двигателем второго поколения стал Volkswagen EA188, который впервые был представлен на Volkswagen Passat (3B5). С 2000 года двигатели второго поколения устанавливались на Volkswagen Golf, Audi A3, Audi A4, Audi A6 и Škoda Superb. С 2001 года двигатели устанавливались на Volkswagen Sharan, Škoda Fabia RS, Skoda Octavia, Volkswagen Polo, Seat Leon и SEAT Ibiza. В 2002 году двигатели начали устанавливать на Volkswagen LT.